# Roberto Conesa
Roberto Conesa Escudero (Madrid, 1917 - Madrid, 27 de enero de 1994) fue un destacado funcionario de policía español implicado en la represión política posterior a la Guerra Civil. Durante la Segunda Guerra Mundial colaboró con la Gestapo nazi. Fue jefe de la Brigada Político-Social y durante la Transición y la democracia, encargado de la lucha antiterrorista contra ETA y los GRAPO. También trabajó para el dictador Rafael Leónidas Trujillo en Santo Domingo (República Dominicana).

## Biografía
Nacido en Madrid en 1917, a los 15 años empezó a trabajar en una tienda de ultramarinos en la calle General Lacy y antes de la Guerra Civil se relacionó con las recién constituidas Juventudes Socialistas Unificadas (JSU) .
Ingresó en la Policía franquista en 1939, tras el final de la Guerra Civil, y tras varios ascensos fue nombrado jefe de la Brigada Político-Social hasta que esta fuera disuelta en 1976. Su primer gran éxito fue la captura de las llamadas «Trece Rosas». También estuvo encargado de reconstruir, para posteriormente desmantelar, la estructura clandestina del Socorro Rojo Internacional (SRI) en Madrid durante el mes de mayo de 1939. Durante la Segunda Guerra Mundial colaboró con la Gestapo nazi, llegando a informarles de los planes del maquis republicano de volar una fábrica de material bélico alemán en la Francia ocupada.
Entre otoño de 1946 y mayo de 1947 estuvo infiltrado en el Partido Comunista de España (PCE) y fue especialista en la captación de confidentes. Se hizo conocido entre los sectores clandestinos de izquierdas por sus brutales métodos de interrogatorio y tortura. Algunos personajes destacados que recuerdan haber pasado por sus manos son el sindicalista Marcelino Camacho y el escritor Fernando Sánchez Dragó. También parece haber estado implicado en el asesinato-montaje policial del Caso Scala contra la CNT en los primeros años de la incipiente democracia.     
En 1953 los hombres a su mando interrogaron en la sede de la DGS en Madrid al dirigente del PSOE Tomás Centeno, que murió víctima de las torturas, aunque la prensa oficial franquista informó de que se había suicidado. Años más tarde Conesa, destinado en Valencia, torturó al militante comunista Pedro Vicente. Además de golpearlo con vergajos, el detenido fue obligado a arrodillarse sobre garbanzos colocados en el suelo y también le aplicaron corrientes eléctricas, con el fin de no dejar huellas de las torturas. En esa década de 1950 asistió a cursos de formación de la CIA sobre «sabotaje y anticomunismo».
En los últimos años del franquismo, el también policía Antonio González Pacheco alias Billy el niño se destacó como mano derecha de Conesa.
En septiembre de 1974 se produjo un atentado en Madrid en una cafetería de la calle del Correo al que quiso incriminar como culpable al PCE cuando su autoría era de ETA.
El 30 de septiembre de 1975, tres días después de los últimos fusilamientos del franquismo de cinco militantes del FRAP y de ETA, el comisario es premiado por la Presidencia del Gobierno con la Orden Imperial del Yugo y las Flechas.
Tras la disolución de la Brigada Político-Social fue destinado a la Brigada Central de Información (BCI) de 1975 a 1979. Es nombrado en junio de 1976 jefe superior de policía en Valencia por Manuel Fraga. Es llamado de urgencia por el ministro de la Gobernación, Rodolfo Martín Villa, para resolver los secuestros de Antonio María de Oriol, presidente del Consejo de Estado, y el teniente general Emilio Villaescusa, presidente del Consejo Supremo de Justicia Militar.
En 1977 le fue concedida la Medalla de Oro al Mérito Policial por el ministro de la Gobernación Rodolfo Martín Villa.
El 5 de abril de 1978 se produjo el intento de asesinato de Antonio Cubillo, líder del MPAIAC en Argel, organizado por el confidente policial  José Luis Espinosa Pardo que trabajaba a sus órdenes desde principios de la década de 1970.Fue el primer caso de terrorismo de Estado en la recién recuperada democracia en España.
A su entierro, ocurrido en plena huelga general en España, no acudió ningún representante del Gobierno español.

## En la ficción
Parte de su peripecia vital se encuentra ficcionada en la novela de Almudena Grandes Las tres bodas de Manolita (2014).
Jorge Semprún en su novela Veinte años y un día (Tusquets, 2011) también hace aparecer como personaje al comisario Conesa llamándole Roberto Sabuesa.